# Ванаєа – Норт-Ранкін
Ванаєа — Норт-Ранкін (Wanaea — North Rankin) — офшорний газопровід у Індійському океані біля західного узбережжя Австралії, що є частиною газозбірної мережі газопереробного заводу Каррата.
У 1995 році почалась розробка групи нафтогазових родовища CWLH (Cossack, Wanaea, Lamber, Hermes). У межах їх облаштування на центральному родовищі Ванаєа в районі з глибиною моря 80 метрів встановили плавучу установку з виробництва, зберігання та відвантаження (FPSO) «Cossack Pioneer». Отримана унаслідок її роботи нафта передається на танкери, тоді як для видачі газу від неї проклали трубопровід довжиною 33 кілометра та діаметром 300 мм, який підключили до газопроводу Норт-Ранкін – Каррата в районі родовища Норт-Ранкін, що лежить в районі з глибиною моря 125 метрів.
Вже з кінця 1990-х років обладнання «Cossack Pioneer» давало збої при роботі з газом, тому в 2011-му цю установку замінили на FPSO «Okha» (до того, починаючи з 1998-го, близько десяти років працювала на Сахаліні на Пільтун-Астохському родовищі як плавуча установка зі зберігання та відвантаження, після чого пройшла переобладнання під потреби проєкту CWLH).